# کلاوام

کلاوولانیک اسید

کلاوام‌ها(به انگلیسی: Clavam) دسته ای از آنتی بیوتیک‌ها هستند. این آنتی‌بیوتیک‌ها مانند آنتی‌بیوتیک‌های پنام هستند با این تفاوت که اتم اکسیژن با  گوگرد جایگزین شده‌است. همچنین با عنوان اگزاپنام‌ها(به انگلیسی: oxapenam) نیز شناخته می‌شوند. 
نمونه ای از این دسته ترکیبات کلاوولانیک اسید است، که نام این گروه نیز از آن گرفته شده‌است. 